# Johann Jacob Fugger
Pour les articles homonymes, voir Fugger.
Johann Jacob Fugger, né le 23 décembre 1516 et mort le 14 juillet 1575 à Munich, est un banquier et antiquaire collectionneur allemand. 

## Biographie
Il partageait le goût de son frère Ulrich Fugger pour les livres ; il avait formé une riche bibliothèque, dont Jérôme Wolfius a été le conservateur. Il était en correspondance avec le cardinal de Grandvelle ; et l'on a inséré une de ses lettres à ce prélat dans le Traité de la Tolérance des religions par Pelisson. Il avait composé en allemand une Vraie description historique de la maison de Habsbourg et d'Autriche, 1555, 2 gros vol. in-fol. ; manuscrit enrichi de plus de trente mille figures d'armoiries, sceaux, portraits, etc. On en conserve des copies dans les bibliothèques de Vienne et de Dresde. Lambécius et Rollar en ont publié des fragments ; et Sigismond de Birken en a donné, en allemand, un extrait peu estimé, sous le titre de Miroir d'honneur de la maison d'Autriche, 1668, in-fol.